# Ахмед Самір Салех
Ахмед Самір Салех (араб. احمد سمير صالح, нар. 27 березня 1991, Амман) — йорданський футболіст, півзахисник клубе «Аль-Джазіра» (Амман) і національної збірної Йорданії.

## Клубна кар'єра
У дорослому футболі дебютував 2009 року виступами за команду клубу «Аль-Джазіра» (Амман), з якою пов'язав більшу частину своєї кар'єри. Виступи за цей амманський клуб переривав у 2016—2017 роках, коли грав за «Ар-Рамту», а також протягом 2017—2018, коли був орендований еміратською «Аль-Урубою».
З 2018 року продовжує виступи за амманську «Аль-Джазіру».

## Виступи за збірну
2012 року дебютував в офіційних матчах у складі національної збірної Йорданії.
У складі збірної був учасником кубка Азії з футболу 2019 року в ОАЕ. У грі 1/8 фіналу проти збірної В'єтнаму був одним йорданців, що не реалізували свою спробу у серії післяматчевих пенальті, в результаті чого їх команді не вдалося пройти до чвертьфіналів континентальної першості.
| Дата       | Місто   | Господарі | Результат | Гості    | Турнір                     | Голи | Примітки |
| ---------- | ------- | --------- | --------- | -------- | -------------------------- | ---- | -------- |
| 06-01-2019 | Аль-Айн | Австралія | 0 – 1     | Йорданія | Кубок Азії 2019 - 1-й етап | -    | 90'      |
| 10-01-2019 | Аль-Айн | Йорданія  | 2 – 0     | Сирія    | Кубок Азії 2019 - 1-й етап | 1    | 52'      |
| 15-01-2019 | Аль-Айн | Палестина | 0 – 0     | Йорданія | Кубок Азії 2019 - 1-й етап | -    |          |
| Усього     |         | Матчів    | 3         |          | Голів                      | 0    |          |

## Титули і досягнення
- Чемпіон Йорданії (1):

«Аль-Вахдат»: 2020
- Володар Суперкубка Йорданії (1):

«Аль-Вахдат»: 2021